# Kenmu-restauratie
De Kenmu-restauratie (of Kemmu-restauratie) (建武の新政, Kenmu no shinsei) is een drie jaar durende periode (1333 - 1336) in de geschiedenis van Japan en de politieke gebeurtenissen die in deze periode plaatsvonden. De periode vond plaats tussen de Kamakuraperiode en Muromachiperiode.
De periode wordt gekenmerkt door de pogingen van keizer Go-Daigo om de macht in Japan weer terug te brengen bij het keizerlijk hof, nadat deze meer dan een eeuw in handen was geweest van het Kamakura-shogunaat. Dit shogunaat kwam inderdaad ten val, maar de keizer kon zijn machtspositie niet lang vasthouden. Drie jaar na de val van het Kamakura-shogunaat kwam een nieuw shogunaat, het Ashikaga-shogunaat, aan de macht. Daarmee was de Kenmu-periode de laatste periode tot aan de Meiji-restauratie in 1867 dat het keizerlijk hof de macht in Japan had..

## Verloop

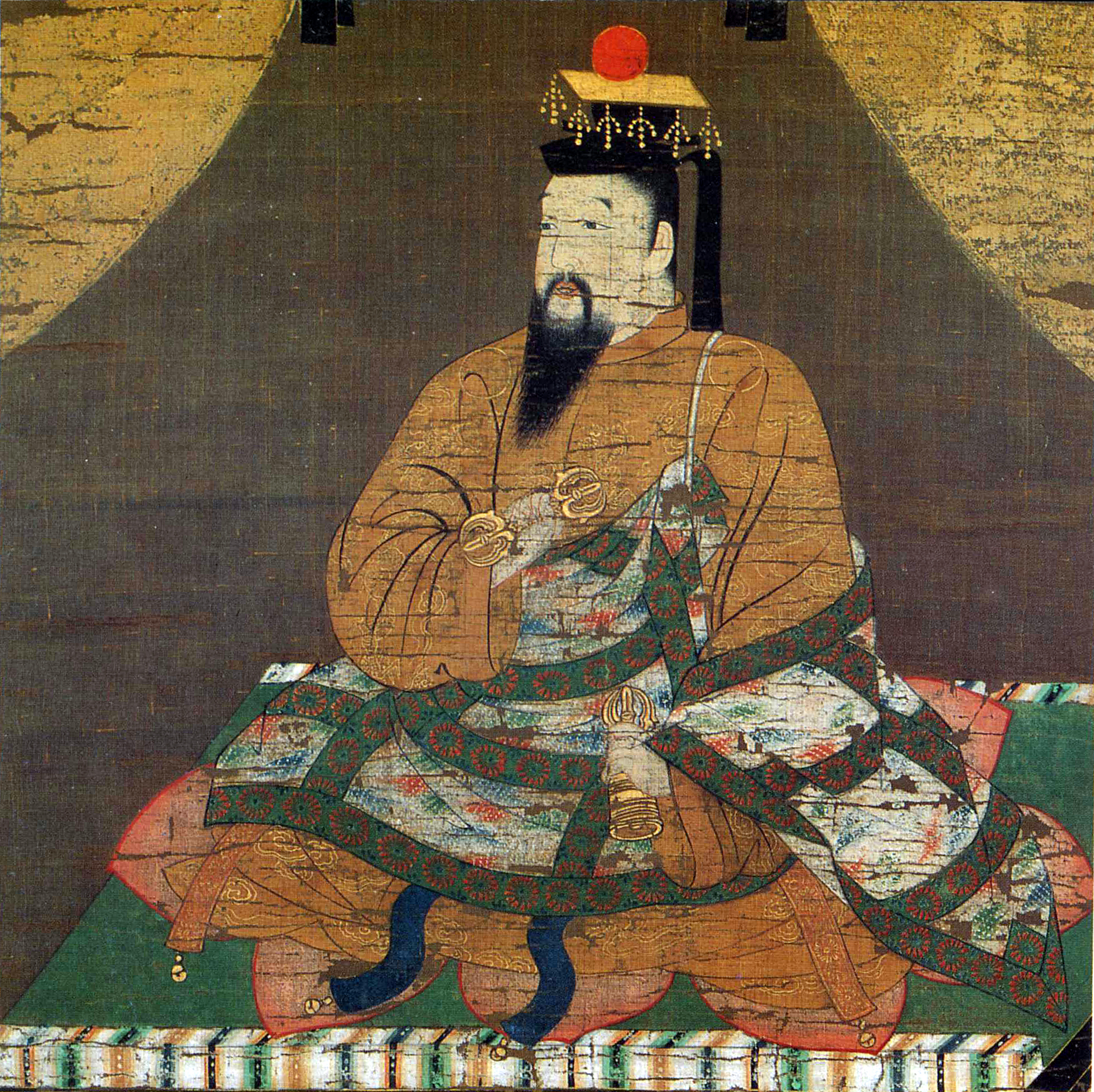
Keizer Go-Daigo

De rol van de keizer als hoogste leider van het land was in 1192 overgenomen door de Minamoto- en de Hojo-clan. Desondanks stond het Kamakura-shogunaat wel toe dat de keizerlijke familielijn werd voortgezet via twee takken; de noordelijke tak en de zuidelijk tak. Deze mochten om beurt een troonopvolger aanwijzen.
Dit ging goed, tot in 1318 keizer Go-Daigo aan de macht kwam. Hij gaf al direct aan te willen regeren zonder invloed van het shogunaat, en benoemde tegen de traditie in zijn eigen zoon tot troonopvolger in plaats van iemand uit de andere tak van de familie. Hij ondernam een gewapende opstand tegen het shogunaat, maar deze werd neergeslagen. In 1331 werd Go-Daigo verbannen, maar enkele loyale krijgsheren waaronder Kusunoki Masashige kwamen hier tegen in opstand en hielpen de keizer met zijn terugkeer. Ze werden ook bijgestaan door Ashikaga Takauji, een samoerai die eigenlijk was gestuurd om Kioto aan te vallen maar zich bij de keizer aansloot. Rond dezelfde tijd kwam ook Nitta Yoshisada in opstand tegen het shogunaat. In 1333 veroverde hij met zijn leger Kamakura, waarna de laatste leden van het shogunaat seppuku pleegden..

## Go-Daigo’s regeerperiode
Na de succesvolle machtsovername, convesceerde Go-Daigo eerst een aantal landerijen die zijn familie had verloren door toedoen van het shogunaat. Hij beloonde deze landerijen met onder andere boeddhistische tempels zoals de To-ji en Daitoku-ji in de hoop hun steun te winnen. Hij faalde echter in het beschermen van de rechten en wensen van de werkers die deze tempels bouwden.
Go-Daigo kampte met veel problemen. Zo waren er de grote landeigenaren die vaak vrij waren gesteld van belastingen, en met hun eigen leger de autoriteit van de keizer ondermijnden. Ook begreep Go-Daigo niet het belang van de samoeraiklasse voor hem. Zo beloonde hij wel de samoerai die volgens hem de grootste invloed hadden gehad in de ondergang van het shogunaat (waaronder Nitta Yoshisada), maar liet het na om enkele mindere samoerai te belonen voor hun werk.. Deze fouten waren van grote invloed op de gebeurtenissen van de komende paar jaar.. Bovendien slaagde hij er door het schenken van stukken land aan samoerai niet in om de controle over Japan weer bij de burgerij te leggen in plaats van de militairen..
Binnen het hof van Go-Daigo heerste veel corruptie. Daarbij was het hof onervaren in het besturen van het land nu de macht zo lang in handen van het shogunaat was geweest.. De woede van de niet beloonde samoerai werd versterkt toen Go-Daigo te kennen gaf een paleis te willen bouwen voor zichzelf, en hiervoor extra belastingen invoerde voor de samoeraiklasse.. Dit was het begin van een groot aantal opstanden tegen de keizer en zijn edelen. Tegen het einde van 1335 hadden de keizer en zijn edelen alle steun van de samoeraiklasse verloren..

## Opkomst van de Ashikaga

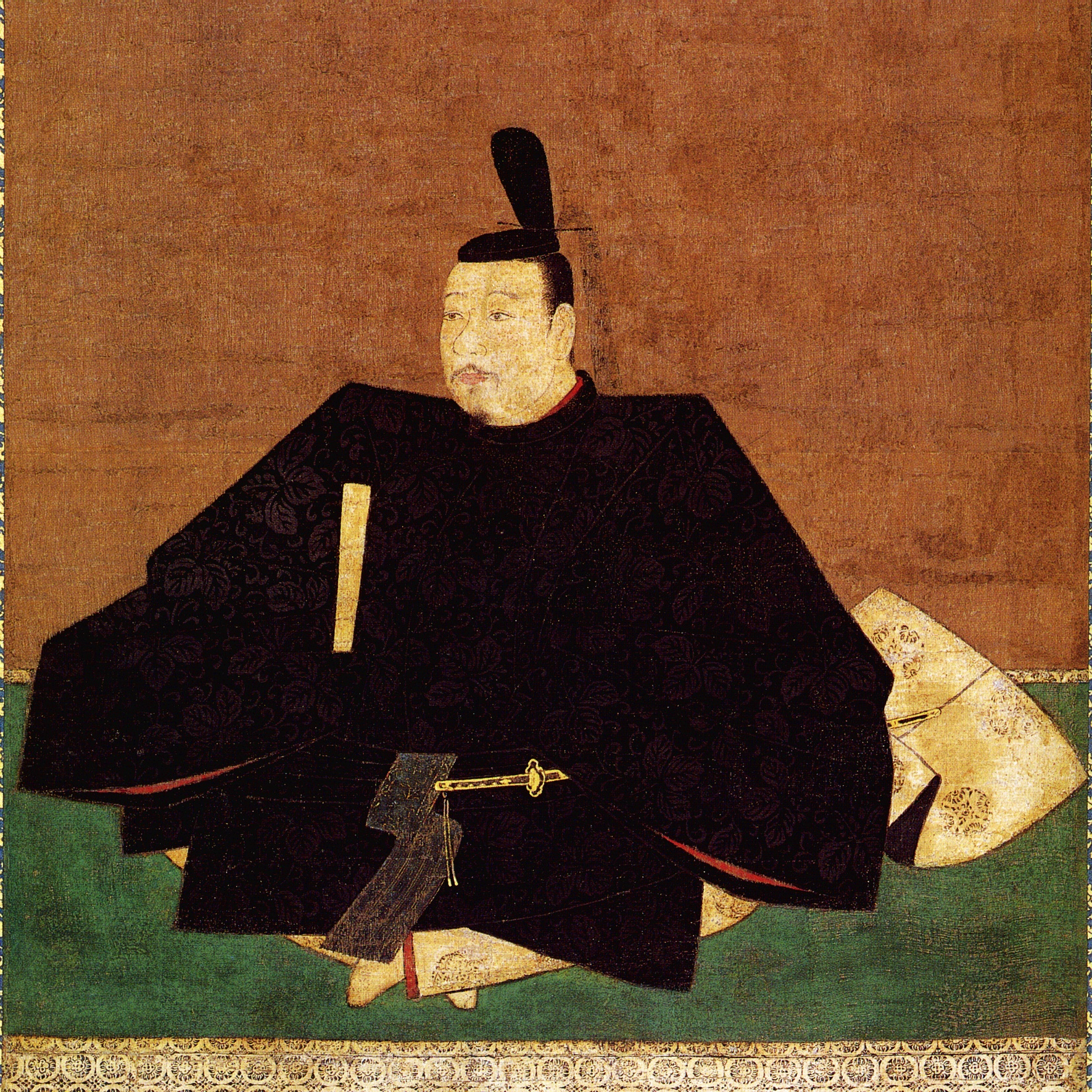
Portret van Ashikaga Takauji

Go-Daigo wilde na de ondergang van het shogunaat zijn macht in Kamakura terug krijgen. Hij stuurde daarom zijn destijds zes jaar oude zoon, prins Norinaga, naar de provincie Mutsu en maakte hemt ot gouverneur-generaal van deze provincie en deprovincie Dewa.. Als reactie hierop bracht Ashikaga Takauji's jongere broer, Tadayoshi, zonder dat de keizer hem dit had opgedragen een andere zoon van Go-Daigo, Nariyoshi, naar Kamakura. Hij maakte hem tot gouverneur-generaal van de provincie Kozuke met zichzelf als defacto leider.. Hiermee wilde hij de keizer duidelijk maken dat de samoeraiklasse nog niet klaar was om weer een overheid die geheel in handen van de burgerij was te accepteren..
Later werd een derde zoon van Go-Daigo, prins Morinaga, benoemd tot seii taishogun samen met zijn broer Norinaga. Dit wekte de woede van Ashikaga Takauji Takauji was van mening dat de militaire klasse aan de macht moest blijven. Hij zag zichzelf bovendien als afstammeling van de minamoto, en dus erfgenaam van hun shogunaat.. Hij vestigde zich in Rokuhara, en vergrootte langzaam zijn macht. Door zichzelf op te werpen als vertegenwoordiger van de belangen van de samoeraiklasse, kreeg hij veel steun..
Takauji’s grootste obstakel was prins Morinaga, die toegewijd was aan de burgerlijke overheid. Takauji liet Morinaga arresteren en opsluiten in Kamakura tot augustus 1335. Datzelfde jaar probeerde Hojo Tokiyuki, zoon van de laatste regent Takatoki, met geweld de macht te grijpen en het shogunaat te herstellen. Takauji vroeg de keizer om hem tot seii taishogun te maken om deze opstand neer te slaan. Toen dit werd geweigerd, trok Takauji zonder keizerlijke toestemming ten strijde en versloeg Tokiyuki. Vervolgens vestigde hij zich in Kamakura.
Beseffend dat Takauji te machtig werd, verklaarde de keizer hem de oorlog, geholpen door Nitta Yoshisada. Op 17 november 1335 schreef Tadayoshi een bericht aan zijn broer om alle samoerai op te roepen om Nitta Yoshisada te verslaan. Tegelijkertijd riep de keizerlijke raad de samoerai op om juist in opstand te komen tegen de Ashikagabroers.. De samoerai kozen massaal partij voor de Ashikaga. Tegen 23 februari 1336 waren Nitta Yoshisada en de keizer verslagen. Op 25 februari 1336 richtte Ashikaga Takauji zijn eigen shogunaat op.